# مونجوفي ميليا
مونجوفي ميليا (بالإيطالية: Mongiuffi Melia)‏ هي بلدية في مقاطعة ميسينا في صقلية الإيطالية.

## السكان
في سنة 1861 بلغ عدد السكان 1٬938 نسمة، وتطور العدد ليصل في سنة 2011 لـ 653 نسمة.
يظهر هذا المخطط البياني تطور النمو السكاني لـ مونجوفي ميليا